# Монгольская литература
Монгольская литература находится под большим влиянием своих устных кочевых традиций. «Три глыбы» монгольской литературы: Сокровенное сказание монголов, Гэсэр и Джангар, все они отображают многовековые традиции героического эпоса Евразийской степи. Монгольская литература также была отражением общества на текущий момент, уровня политического, экономического и социального развития, а также ведущих интеллектуальных тенденций.

## История

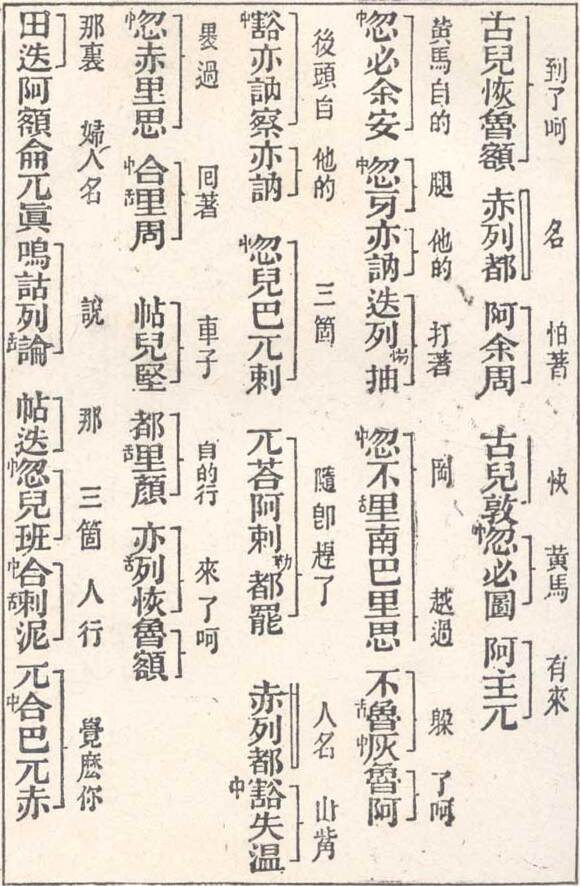
Издание Сокровенной истории монголов, с добавлением китайского подстрочного перевода

Древнейшим видом монгольской литературы был устный. Шаманское устное творчество и героический эпос относятся к древнейшей эпохе истории Монголии. Шаманство и его поэзия сохранились в Монголии и поныне. Сказания о богатырях, включающие в себя десяти и более тысяч стихов не читают, а поют. Из монгольского героического эпоса «улигер» или «тули» лучше всего сохранились у ойратов (байтов, дэрбэтов, хошутов, торгутов) и в сокращенном виде у халха-монголов.
Ойратские поэмы (тули) исполнялись под аккомпанемент музыкального инструмента товшур (балалайки) или хуур (скрипка). Они обычно профессиональными певцами тулъчи. Ойратские эпические поэмы содержат до 20 тыс. стихов. К ойратским былинам относятся «Бум-Эрдэни» «Дайни-Кюрюль», «Егиль-Мерген», «Ергиль-Тюргель», «Шара-Бодош» и др. Халхаские тули сочинены в прозе. Известны былины халха-монголов «Лучший из мужей» — «Эринцэн-Мэргэн», «Манибадар-дзанги нашего хошуна», «Богдо-нойон Джангар-хан» и др.
Первые письменные монгольские памятники литературы включают в себя образцы народной поэзии «Хонгирадская песня», шуточная «Песня Бохэ-чилгэра», сказки «Повесть о двух скакунах Чингисхана» и «Повесть о мальчике-сироте». В 1240 году создана рукопись «Сокровенное сказание монголов», описывающая завоевания Чингисхана с точки зрения монголов. Произведение дошло до нас в транскрипции китайскими иероглифами.
В 14 веке на бересте записаны золотоордынские рукописи с сюжетами о предках нынешних монголов, укрывшихся в Эргэнэхоне, об Алан-гоа и её сыне Бодончаре, о Чингисхане, «Легенда об Аргасун-хуурч» и «Легенда о разгроме трехсот тайчуудов».
В 14 веке в Монголии была широко распространена буддийская литература. Её переводили в основном с тибетского и уйгурского языков. Со временем на монгольский язык переводились все основные буддийские сочинения, включая 100-томную тибетскую версию Трипитаки, известная как Ганджур, а также более 200 томов комментариев к нему — Данджур. Сочинения 15 века — «Легенда о мудрой Мандахай», «Магтал шести монгольским тумэнам Даян-хана», 16 века — «Повесть об Убаши-хунтайджи».
В 17—20 века (маньчжурский период) основное место в литературе занимают произведения, описывающие положения буддизма и буддийскую мораль.
В 19 веке ряд авторов отходит от религиозной тематики. Так, Хуульч Сандаг писал бытовые стихи, В. Гуларанс (1820—51) описывал тяжелую долю крестьян, осуждал феодалов и чиновников, Гэндэн Мээрэн (1-я пол. 19 в.) обличал взяточников в рассказе «Разговор собаки, кошки и мыши», Хишигбат (1849—1916) писал о бренности мира, мечтал о лучшей доли для народа. Крупными дореволюционными монгольскими писателями были романист В. Инжинаш (1837—1891), поэт Хишигбат (1849—1916). Крупнейшим поэтом XIX века является Равджа — автор более 170 стихотворений, который считается основоположником жанров любовной и пейзажной лирики в монгольской поэзии.
На протяжении веков тибетская культура и письменность влияли на Монголию на разных ступенях культурного развития. Тибетская письменность подавляла монгольскую. Большинство лам (треть всего мужского населения страны) читало только по-тибетски и кроме буддийской (философской, догматической, мистической и т. д.) литературы, другой не интересовалось. Подобное же влияние оказывала на монгольскую и китайская культура с литературой. Такое состояние в литературе Монголии продолжалось до монгольской революции и образования Монгольской народной республики.

## Современный период

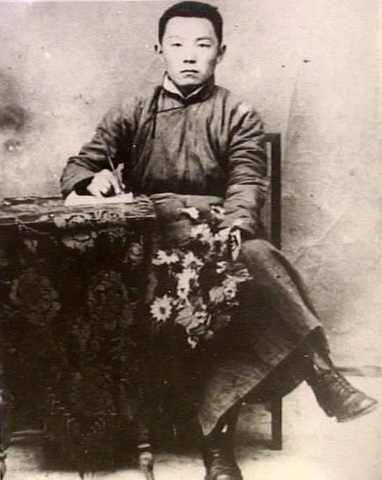
Дашдоржийн Нацагдорж в 1926 г.

Современная монгольская литература возникла после революции 1921 года. На неё оказала влияние советская литература.
Поэт Д. Нацагдорж написал стихи к песням «Синеет гор гряда», «Пионерская песня» (1929). Он явился основоположником монгольской национальной литературы. Популярны стихи Д. Нацагдорж «Моя родина», Ц. Дамдинсурэна «Моя седая матушка», Д. Цэвэгмэда «На могиле» и «Герой Олзвай». К современным монгольским поэтам относятся: поэт-лирик Б. Явуухулан, Ц. Хайтав, Ч. Чимид, М. Цэдэндорж, Д. Пурэвдорж.
Стихи поэта Ч. Лхамсурэна «Сказка о разгроме мангаса» посвящены победам Советской Армии, Ц. Дамдинсурэна «Полярная звезда» (1941) — героизму ленинградцев.
После Второй мировой войны в Монголии развивается жанр поэмы «Карий конь». В этом жанре написаны стихи Ч. Лхамсурэна, Д. Даржаа «Гобийский красавец Лувсан и хангайская красавица Янжин», Д. Тарва «Шивээ Хиагт», «Хорлоогийн Чойбалсан» (1954) и «Песнь о Сухэ-Баторе» Ц. Гайтава. Широко известностны поэты Б. Ахтан, Ч. Жигмид, Ч. Чимид, Ц. Цэдэнжав, П. Хорлоо, Н. Жамбалсурэн, Д. Сэнгээи др.
К прозаикам принадлежал писатели: Ц. Дамдинсурэн «Отвергнутая девушка», Д. Сэнгээ, Ч. Лодойдамба «Ты живешь для народа» (1952), Ц. Уламбаяр «На страже мира» (1950) и др.
Основными жанрами современной монгольской поэзии являются:
- гражданская лирика;
- пейзажная лирика;
- любовная лирика;
- медиативная лирика;
- стихи о матери.

В Монголии все поэты писали о любви к Родине, у многих из них главной в творчестве является патриотическая тема. Гражданская лирика 20-70-х годов является проводником социалистических идей в обществе, рассказывает о победах социалистической Монголии в деле строительства коммунизма. Патетика и пафос в стихотворениях являются главенствующими по отношению к лирике, посвященной родной природе, её людям.
Мастера пейзажной лирики воспевали красоту природы Монголии — её горы, пустыни, жизнь и быт монгольского народа. Созерцание природы наводят читателей на раздумья о жизни, её времена года — на периоды жизни человека. В монгольской пейзажной лирике описываются также городские пейзажи.
Любовная тема появилась в монгольской поэзии с XIX века. Её настроения — грусть, печаль, отсутствие веры счастливую семейную жизнь.

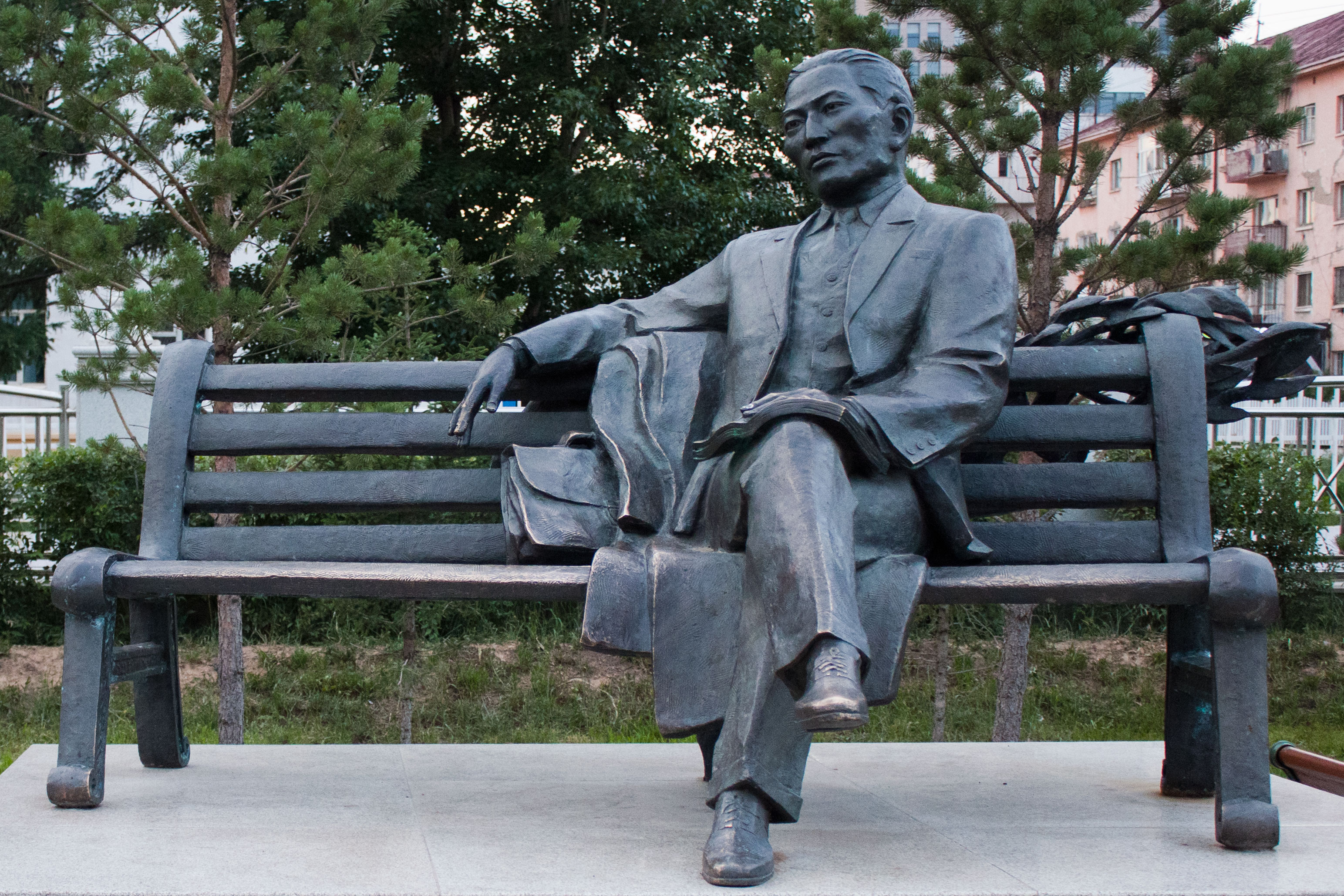
Поэт Б. Явуухулан

В медитативной лирике присутствуют стихи с раздумьями о жизни, природных явлениях, природе поэтического творчества. Поэты одушевляют явления природы, её горы, холмы, камни, степь. Поэзия Б. Лхагвасурэна, О. Дашбалбара, Л. Дашняма, Д. Урианхая, Н. Нямдоржа, С. Оюун отражает культы предков, вечного неба. Часть поэтов придерживаются буддийским идеям жизни — как страдания, смерти — как этапа в бесконечной цепи перерождений человека.
К талантливым поэтам Монголии конца 20 — начала 21 века принадлежат поэты О. Дашбалбар (род. 1956) и Б. Лхагвасурэн (род. 1944). В их творчестве присутствует гражданской, любовная и медитативная лирика.
Расцвета достигла в МНР драматургия. Известные драматурги Ч. Ойдов, Э. Оюун, Ш. Нацокдоржи, Л. Ванган создают произведения о жизни своего народа. Их лучшие пьесы ставятся на сценах театров республики.
В Монголии создан Союз писателей МНР, в котором состоят более 800 человек. К настоящему времени состоялось пять съездов писателей. Издания союза: журнал «Цог» (1944), газета «Утга зохиол урлаг» (с 1955). Выходит альманах «Свод вдохновенных слов» (с 1929), ежегодник «Подснежник».

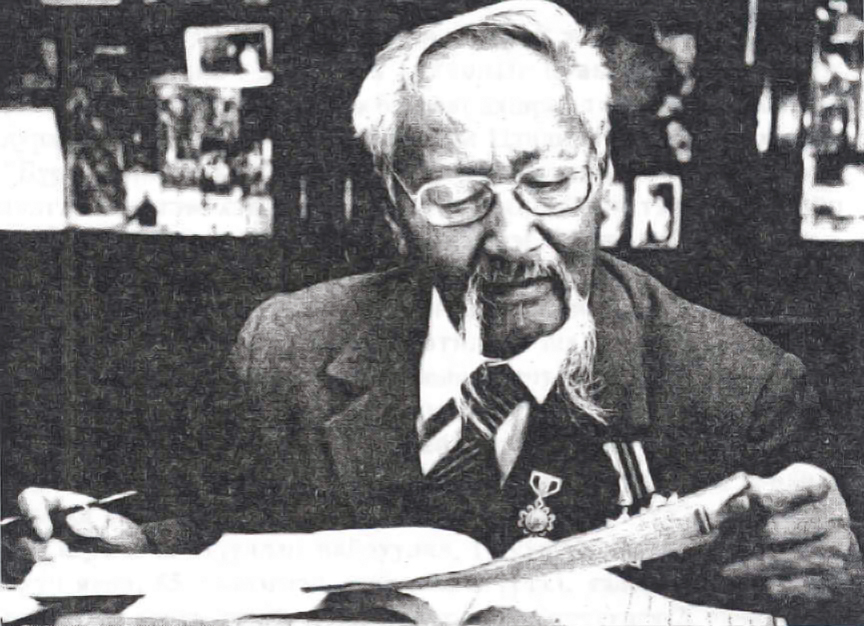
Поэт Ц. Дамдинсурэн

В 90-е годы XX в. в Монголии влед за Советским Союзом были разрушены устои социализма. Страна перешла на капиталистический путь развития с рыночной экономикой — со всеми её кризисами, устранением социальных завоеваний. Переход к капитализму сказался как на жизни людей, так и на их культуре и литературе. В обществе к печатной литературе пропал интерес. С 90-х годов книги монгольских писателей стали издаваться очень маленькими тиражами и в основном за счет авторов произведений. Книги не раскупались, а раздаривались авторами друзьям и знакомым автора, поэтому в книжных магазинах и не было в продаже. Писатели перестали зарабатывать литературными трудами. В методах и идейном содержании литературных произведений исчез социалистический реализм, социалистические идеи. В темах литературных произведений остались: тема Родины, причем основной становится малая родина — место, где человек родился и вырос, любовь и человеческие привязанности, медитация, модернистские направления в поэзии. К таким произведениям относятся «Сила родины» Ж. Лхагва, «Синий камень» Д. Норова.
В тематику монгольской литературы вошли ранее замалчиваемые темы: о Чингис-хане и других ханах, нойонах, религиозных деятелях и хубилганах (перерожденцах), о репрессиях 30-х годов (роман Д. Чинзорига «Жизнь, которая не оборвалась в небе»), в более позднее время — описания убийств, насилия, постельных сцен, мистика (рассказы Я. Ганбаатра в сборнике «Зло духа»).
Монгольские ученые литературоведы Ц. Дамдинсурэн, первый академик Монголии Б. Ринчен (1905—1977), Б. Содном, Ш. Гаадамба, Д. Цэрэнсодном, Д. Ёндон занимались изучением литературного процесса, творчества монгольских писателей. В Монголии изданы «Обзор монгольской литературы» Ц. Дамдинсурэна и «Литература Монголии» (XIII и начала XX столетия) Д. Цэрэнсодна.